# Стоуні-Крік 1
Стоуні-Крік 1 (англ. Stony Creek 1) — індіанська резервація в Канаді, у провінції Британська Колумбія, у межах регіонального округу Балклі-Нечако.

## Населення
За даними перепису 2016 року, індіанська резервація нараховувала 313 осіб, показавши скорочення на 5,7%, порівняно з 2011-м роком. Середня густина населення становила 11,9 осіб/км².
З офіційних мов обидвома одночасно не володів жоден з жителів, тільки англійською — 315. Усього 35 осіб вважали рідною мовою не одну з офіційних, з них усі — одну з корінних мов.
Працездатне населення становило 49% усього населення, рівень безробіття — 37,5%.

## Клімат
Середня річна температура становить 3,2°C, середня максимальна – 19,6°C, а середня мінімальна – -17,7°C. Середня річна кількість опадів – 493 мм.
| Клімат поселення                              | Клімат поселення | Клімат поселення | Клімат поселення | Клімат поселення | Клімат поселення | Клімат поселення | Клімат поселення | Клімат поселення | Клімат поселення | Клімат поселення | Клімат поселення | Клімат поселення | Клімат поселення |
| Показник                                      | Січ.             | Лют.             | Бер.             | Квіт.            | Трав.            | Черв.            | Лип.             | Серп.            | Вер.             | Жовт.            | Лист.            | Груд.            |                  |
| Середній максимум, °C                         | −4,56            | −0,9             | 4,75             | 10,88            | 15,88            | 19,55            | 19,13            | 18,77            | 14,13            | 8,46             | 0,69             | −5,24            |                  |
| Середня температура, °C                       | −11,13           | −7,46            | −1,81            | 4,31             | 9,32             | 12,99            | 15,24            | 14,88            | 10,24            | 4,56             | −3,2             | −9,12            |                  |
| Середній мінімум, °C                          | −17,7            | −14,03           | −8,38            | −2,26            | 2,74             | 6,42             | 11,35            | 10,99            | 6,36             | 0,68             | −7,09            | −13,01           |                  |
| Норма опадів, мм                              | 45               | 27               | 24               | 26               | 35               | 58               | 56               | 44               | 43               | 48               | 45               | 42               |                  |
| Середньомісячна швидкість вітру, м/с          | 1.60             | 1.70             | 1.90             | 2.10             | 2.10             | 2.00             | 1.90             | 1.70             | 1.70             | 1.90             | 1.90             | 1.60             |                  |
| Середньомісячна сонячна радіація, кДж/м²·день | 2466             | 5078             | 10144            | 15101            | 18889            | 20635            | 20299            | 17138            | 11460            | 6012             | 2799             | 1770             |                  |
| --------------------------------------------- | ---------------- | ---------------- | ---------------- | ---------------- | ---------------- | ---------------- | ---------------- | ---------------- | ---------------- | ---------------- | ---------------- | ---------------- | ---------------- |
| Джерело:                                      |                  |                  |                  |                  |                  |                  |                  |                  |                  |                  |                  |                  |                  |